# 拉西那韦
拉西那韦（INN：Lasinavir；开发代号：BMS-234475和CGP-61755）是诺华和百时美施贵宝研究的一种实验性拟肽蛋白酶抑制剂，用于治疗HIV感染。它最初是由诺华公司在巴塞尔（瑞士）发现的。I期临床测试于2002年10月9日结束。